# Голдшмидт, Пол
Пол Эдвард Голдшмидт (англ. Paul Edward Goldschmidt, 10 сентября 1987 года, Уилмингтон) — американский профессиональный бейсболист, игрок первой базы клуба Главной лиги бейсбола «Сент-Луис Кардиналс». Шестикратный участник Матча всех звёзд МЛБ. Обладатель Награды Хэнка Аарона 2013 и 2022 года. Победитель Мировой бейсбольной классики 2017 года и серебряный призёр 2023 года в составе сборной США.

## Профессиональная карьера
Голдшмидт был вызван в основную команду «Аризона Дайммондбэкс» 1 августа 2011 года. На тот момент, он был лидером фарм-клуба по хоум-ранам. В своём первом выходе на биту в МЛБ он сделал хит. На следующий день, 2 августа, Голдшмидт сделал свой первый хоум-ран в МЛБ, выбив подачу питчера «Сан-Франциско Джайентс» Тима Линсекама за пределы игрового поля. В своём дебютном сезоне процент отбивания Голдшмидта составил 25,0 %, он сделал 8 хоум-ранов, 26 RBI в 48 играх.
В третьей игре дивизионной серии НЛ против «Брюэрс» Голдшмидт выбил два грэнд-слэма, что позволило «Даймондбэкс» продолжить борьбу в плей-офф. Он стал третьим новичком в истории МЛБ, выбившим грэнд-слэм в играх плей-офф. «Даймондбэкс» проиграли «Брюэрс» в пяти играх, а Голдшмидт в среднем реализовывал 43,8 % выходов на биту и сделал 6 RBI.
В 2012 году Голдшмидт сыграл в 148 матчах, его средняя отбиваемость составила 28,6 %, он сделал 20 хоум-ранов, 82 RBI, 43 дабла и украл 18 баз.
1 июня 2012 года Голдшмидт сделал свой первый грэнд-слэм в регулярном чемпионате. В игре против «Чикаго Кабс» на «Ригли-филд» он смог удачно отбить подачу Карлоса Мармола. Всего четыре дня спустя, 5 июня, в игре против «Сент-Луис Кардиналс» он выбил второй грэнд-слэм. 20 августа в игре против «Цинциннати Редс» он выбил третий грэнд-слэм после подачи питчера Джей Джей Хувера.

## Личная жизнь
В октябре 2010 года Пол женился на Эми Голдшмидт. В сентябре 2015 года у пары родился сын.
В сентябре 2013 года Пол получил степень бакалавра наук по специальности менеджмент в университете Финикса.